# HYBRID HUMAN IDEOLOGY
HYBRID HUMAN IDEOLOGY（ハイブリッドヒューマンイデオロギー）は、男性4人によって構成される日本のロックバンド。

## 概要・来歴
メンバーは坂本真二郎、koto鎌倉、高橋裕仁、鷹取洋。
2011年初頭、末永く音楽活動を続けていきたいという思いからメンバー全員が介護士、会社員といった職を持ちながら活動をスタートさせる。
2012年よりバンドを一新し4人編成で再スタート。ちなみにメンバー全員がニライカナイ（後期）→ヒビキメロヲ→現バンドと同じ顔ぶれである。
元々、バンド名は漫画家の友人である清水栄一、下口智裕の作品の為に書き下ろした曲名から命名された。

ROCKを母体としPOP、METAL、PUNK、ELECTRICな要素、更には時折「三味線」まで入る独自のスタイル
つまりなんでもアリなサウンドを目指す。愛と希望を歌うバンド（オフィシャルサイトのBIOより抜粋）
2012年5月、iTunes、Amazon、music.jp、レコ直など世界全51カ国に「MY VIRTUAL CHAOS」の楽曲配信が決定。
尚、CDは流通を通さず、ライブ会場と Amazon のみの販売としている。
同年6月、初の海外公演。韓国ソウル、平沢の野外ステージにて2DAYSライブを行う。
同年7月、墨絵イラストレーター茂本ヒデキチ氏のライブペイント用BGMを制作。
スポーツブランドミズノロンドンオリンピック日本代表応援プロジェクト公式YouTubeの紹介動画BGMにも起用される。
2013年7月、音霊OTODAMA SEA STUDIOでのステージを最後にライブを含む活動を休止する旨をブログにて発表。同時に個人の活動を中心にすることも発表された。

## メンバー
坂本真二郎（さかもとしんじろう）*ニックネームは「マニ」
ボーカル、三味線担当。3/15生まれ。島根県出身。
koto鎌倉（ことかまくら）*ニックネームは「ことくん」
ギター担当。12/19生まれ。千葉県出身。
高橋裕仁（たかはしひろひと）*ニックネームは「トッチー」
ベース担当。10/22生まれ。北海道出身。
鷹取洋（たかとりよう）*ニックネームは「ようちゃん」
ドラムス担当。7/31生まれ。岡山県出身。

## サポートメンバー
TAKUMA（たくま）*ニックネームは「たっくん」
キーボード担当。2012年9月よりサポートとして時折参加。友人であるuniverseを介して知り合った。

## 旧メンバー
五十嵐広二（いがらしこうじ）
ギター担当。大阪府出身。2012年4月に一身上の都合で脱退。オフィシャルブログで家業に専念する為、実家に戻る旨を発表していた。

## 作品
- ASIN B007AHITOK, MY VIRTUAL CHAOS - 2011年11月11日発売
- ASIN B008VPIEYU, RECIPES - 2012年8月25日発売
- ASIN B009EIPZHM, RECIPES Box set - 2012年8月25日発売